# Поггенполь, Пётр Васильевич
Пётр Васильевич Поггенполь (нем. Peter Gottfried von Poggenpohl; 1790—1853) — российский дипломат.

## Биография
Родился 5 (16) марта 1790 года в Санкт-Петербурге. Учился в Петришуле.
Поступив на службу в Министерство иностранных дел 6 июня 1806 года актуариусом. Во время Отечественной войны 1812 года он состоял при Главном штабе.
С 5 августа 1813 года был прикомандирован, в качестве атташе, к посольству в Лондоне и в 1814 году принимал участие в составлении предварительных условий Парижского мира, за что в 1815 году был награждён орденом Св. Владимира 4-й степени. С 1820 года он состоял атташе при посольстве в Париже и находился при гр. Поццо ди Борго во время конгрессов в Троппау и Лайбахе; в 1821 году награждён орденом Св. Анны 2-й степени. Затем, 6 февраля 1823 года, Поггенполь был назначен генеральным консулом в Ливорно, а спустя 10 лет, 12 августа 1833 года, — первым секретарём посольства в Мадриде. С 1845 года П. В. Поггенполь был генеральным консулом в Гавре, Руане и в соседних портах.
В чине статского советника с 12 апреля 1832 года.
Умер 19 февраля (3 марта) 1853 года в Париже.

## Семья
В 1820 году женился на Margaret Barron (10.3.1795—27.12.1849). Их сын — Николай Петрович Поггенполь (1824—1894).